# Hrvatski politički sustav
Republika Hrvatska je po svom državnom uređenju republika, s demokratski izabranim parlamentom - Hrvatskim saborom kao najvišim predstavničkim tijelom građana, i predsjednikom Republike kao državnim poglavarom.
Republika Hrvatska proglasila je svoju samostalnost i neovisnost na temelju Ustavne odluke o suverenosti i samostalnosti Republike Hrvatske, koju je Hrvatski sabor donio 25. lipnja 1991. Ustavnoj odluci o suverenosti i samostalnosti RH prethodio je referendum od 19. svibnja 1991. godine, na kojeg je izašlo 83.56 % birača, a za suverenu i samostalnu Hrvatsku izjasnilo se 94,17 % birača. Međutim, proces razdruživanja SFRJ nakratko je prekinut zbog tromjesečnog moratorija međunarodne zajednice (7. srpnja 1991.) Dana 7. listopada 1991. godine raketirani su Banski dvori, ondašnje sjedište predsjednika Republike. To je bio izravan povod da Hrvatski sabor 8. listopada donese Odluku o raskidu svih državno-pravnih sveza na temelju kojih je zajedno s ostalim republikama i pokrajinama tvorila dosadašnju SFRJ. Toga je dana Hrvatska kao slobodna i samostalna država preuzela punu ustavnu vlast, a parlamenti i vlade svih država pozvani su da prihvate i priznaju taj čin slobodne volje hrvatskoga naroda.

## Ustav
Ustav Republike Hrvatske je najviši pravni akt u Republici Hrvatskoj. Usvojen je 22. prosinca 1990., nakon prvih demokratskih višestranačkih parlamentarnih izbora održanih u proljeće 1990.
Ustav je revidiran u studenome 1997., studenome 2000., ožujku 2001. te lipnju 2010. Promjenom Ustava u studenome 2000. ukinut je polupredsjednički sustav i uveden parlamentarni sustav uz jaču ulogu Vlade Republike Hrvatske te premijera, dok je promjenom u ožujku 2001. godine ukinut Županijski dom Sabora te je Hrvatski sabor postao jednodoman. Promjenom Ustava 2010. godine omogućen je završetak pristupnih pregovora i ulazak Republike Hrvatske u Europsku uniju te je određena fiksna kvota zastupnika iz dijaspore. Isto tako, zadnjom promjenom Ustava, u njegovu je preambulu uvrštena i odrednica o pravednom, oslobodilačkom i obrambenom Domovinskom ratu.
Ustav definira Hrvatsku kao suverenu, jedinstvenu, demokratsku i socijalnu državu. Vlast proizlazi iz naroda i pripada narodu kao zajednici slobodnih i ravnopravnih državljana. Najviše vrednote ustavnog poretka Republike Hrvatske su: sloboda, jednakost, nacionalna ravnopravnost, mir, socijalna pravda, poštovanje prava čovjeka, nepovredivost vlasništva, očuvanje prirode i čovjekova okoliša, vladavina prava i demokratski višestranački sustav.
Ustav je podjeljen na nekoliko cjelina:
1. Izvornišne osnove
2. Temeljne odredbe
3. Zaštita ljudskih prava i temeljnih sloboda
4. Ustrojstvo državne vlasti
5. Ustavni sud
6. Mjesna, lokalna i područna (regionalna) samouprava
7. Međunarodni odnosi
8. Europska unija
9. Promjene ustava
10. Završne odredbe

## Državni simboli
Državni simboli Republike Hrvatske, prema odredbi članka 11. Ustava Republike Hrvatske, su:
- hrvatski grb,
- hrvatska zastava,
- himna Lijepa naša domovino.

Ustav određuje da se opis povijesnoga hrvatskog grba i zastave i tekst himne te uporaba i zaštita tih i drugih državnih znamenja uređuje zakonom. To je uređeno Zakonom o grbu, zastavi i himni Republike Hrvatske te zastavi i lenti predsjednika Republike Hrvatske (Narodne novine, broj 55/1990.).

## Ustrojstvo vlasti

### Zakonodavna vlast
Hrvatski sabor je predstavničko tijelo građana i nositelj zakonodavne vlasti u Republici Hrvatskoj.
Prema Ustavu, Hrvatski sabor je jednodomno predstavničko tijelo koje može imati najmanje 100 a najviše 160 zastupnika koji se na temelju općeg i jednakog biračkog prava biraju neposredno, tajnim glasovanjem. Sadašnji 11. saziv Sabora ima 151 zastupnika. Zastupnici se biraju na četiri godine, nemaju obvezujući mandat, a imaju imunitet. Među sadašnjim zastupnicima osam je zastupnika nacionalnih manjina, izabranih u posebnoj izbornoj jedinici (koja obuhvaća cijelu zemlju). Pripadnici nacionalnih manjina mogu biti izabrani i na stranačkim listama. I hrvatski iseljenici imaju pravo birati zastupnike u posebnoj izbornoj jedinici, i to primjenom nefiksne kvote, što znači da će broj zastupnika dijaspore ovisiti o brojčanom izlasku birača dijaspore na izbore.
Nekad se Sabor sastojao od Zastupničkog doma i Županijskog doma, ali ovaj drugi je ukinut. Županijski je dom imao tri zastupnika iz svake od 21 županije. S obzirom na to da Županijski dom nije imao praktičnu moć nad Zastupničkim domom te ukinut je 2001. godine.
Sabor se sastaje na javnim sjednicama u dva razdoblja svake godine, od 15. siječnja do 15. srpnja i od 15. rujna do 15. prosinca. Hrvatski sabor zasjeda izvanredno na zahtjev Predsjednika Republike, Vlade ili većine zastupnika. Predsjednik Hrvatskoga sabora može uz prethodno pribavljeno mišljenje klubova zastupnika parlamentarnih stranaka sazvati Hrvatski sabor na izvanredno zasjedanje.
Hrvatski sabor:
- odlučuje o donošenju i promjeni Ustava,
- donosi zakone,
- donosi državni proračun,
- odlučuje o ratu i miru,
- donosi akte kojima izražava politiku Hrvatskoga sabora,
- donosi Strategiju nacionalne sigurnosti i Strategiju obrane Republike Hrvatske,
- ostvaruje građanski nadzor nad oružanim snagama i službama sigurnosti Republike Hrvatske,
- odlučuje o promjeni granica Republike Hrvatske,
- raspisuje referendum,
- obavlja izbore, imenovanja i razrješenja, u skladu s Ustavom i zakonom,
- nadzire rad Vlade Republike Hrvatske i drugih nositelja javnih dužnosti odgovornih Hrvatskom saboru, u skladu s Ustavom i zakonom,
- daje amnestiju za kaznena djela,
- obavlja druge poslove utvrđene Ustavom.

Odluke se donose većinom glasova ako je nazočno više od pola zastupnika, osim u pitanjima nacionalnih prava i ustavnim pitanjima (tzv. organski zakoni), koji se donose dvotrećinskom većinom.
Vidi i:
- Hrvatski sabor
- Parlamentarni izbori u Hrvatskoj

### Izvršna vlast

#### Predsjednik Republike Hrvatske
Predsjedniku Republike pripada i predstavnička i izvršna funkcija. On predstavlja i zastupa Republiku Hrvatsku u zemlji i inozemstvu. Nadležan je za obranu neovisnosti i teritorijalne cjelovitosti Republike Hrvatske, kao i za stabilno, normalno i usklađeno djelovanje državne vlasti.
Predsjednik se bira na temelju općega i jednakoga biračkog prava na neposrednim izborima tajnim glasovanjem na razdoblje od pet godina. Nitko ne može biti više od dva puta biran za predsjednika Republike.
Predsjednik Republike raspisuje izbore za Hrvatski sabor, raspisuje referendum, povjerava mandat za sastavljanje Vlade osobi koja, na temelju raspodjele zastupničkih mjesta u Hrvatskom saboru, uživa povjerenje većine svih zastupnika, daje pomilovanja, dodjeljuje odlikovanja i priznanja, te obavlja druge dužnosti određene Ustavom. U suradnji s Vladom, Predsjednik sudjeluje u oblikovanju i provedbi vanjske politike, odlučuje o osnivanju diplomatskih misija, postavljanju i opozivu šefova diplomatskih misija RH u inozemstvu, daje vjerodajnice i prima vjerodajnice šefova stranih diplomatskih misija.
Predsjednik je vrhovni zapovjednik oružanih snaga RH, imenuje i razrješuje vojne zapovjednike, objavljuje rat i zaključuje mir na temelju odluke Hrvatskog sabora, u skladu sa zakonom. Za vrijeme trajanja ratnog stanja može donositi uredbe sa zakonskom snagom. Predsjednik Republike u suradnji s Vladom usmjerava rad sigurnosnih službi. Predsjednik Republike i predsjednik Vlade supotpisuju odluke o imenovanjima čelnika sigurnosnih službi, nakon pribavljenog mišljenja nadležnoga saborskog odbora. Predsjednik, pod precizno određenim uvjetima, može raspustiti Hrvatski sabor ako se Vladi izglasuje nepovjerenje, ili ako se ne donese državni proračun u roku od tri mjeseca nakon što je predložen.
Predsjednik Republike od 2020. godine je Zoran Milanović.

#### Vlada Republike Hrvatske
Vlada Republike Hrvatske prema članku 112. Ustava predlaže zakone i druge akte Hrvatskom saboru, predlaže državni proračun i završni račun, provodi zakone i druge odluke Hrvatskoga sabora, donosi uredbe za izvršenje zakona, vodi vanjsku i unutarnju politiku, usmjerava i nadzire rad državne uprave, brine o gospodarskom razvitku zemlje, usmjerava djelovanje i razvitak javnih službi i obavlja druge poslove određene Ustavom i zakonom (članak 112).
Vladu Republike Hrvatske čine predsjednik, jedan ili više potpredsjednika i ministri. Bez odobrenja Vlade predsjednik i članovi Vlade ne mogu obavljati nijednu drugu javnu ili profesionalnu dužnost (članak 108). Članove Vlade predlaže osoba kojoj je Predsjednik Republike povjerio mandat za sastav Vlade. Odmah po sastavljanju Vlade, a najkasnije u roku od 30 dana od prihvaćanja mandata, mandatar je dužan program Vlade i Vladu predstaviti Hrvatskom saboru i zatražiti glasovanje o povjerenju. Vlada stupa na dužnost kad joj povjerenje iskaže većina svih zastupnika u Hrvatskom saboru. Predsjednik i članovi Vlade polažu svečanu prisegu pred Hrvatskim saborom. Tekst prisege utvrđuje se zakonom. Na temelju odluke Hrvatskoga sabora o iskazivanju povjerenja Vladi Republike Hrvatske, rješenje o imenovanju predsjednika Vlade donosi Predsjednik Republike uz supotpis predsjednika Hrvatskoga sabora, a rješenje o imenovanju članova Vlade donosi predsjednik Vlade uz supotpis predsjednika Hrvatskoga sabora. (članak 109). Vlada je odgovorna Hrvatskom saboru. Predsjednik i članovi Vlade zajednički su odgovorni za odluke koje donosi Vlada, a osobno su odgovorni za svoje područje rada (članak 114).
Predsjednik Vlade Republike Hrvatske je Andrej Plenković.

### Sudbena vlast
U Republici Hrvatskoj sudbenu vlast obavljaju prekršajni sudovi, općinski sudovi, županijski sudovi, trgovački sudovi, Visoki prekršajni sud Republike Hrvatske, Visoki trgovački sud Republike Hrvatske, Upravni sud Republike Hrvatske i Vrhovni sud Republike Hrvatske.
Vrhovni sud Republike Hrvatske je najviši sud u državi. Zasjedanja suda su otvorena za javnost i presude se donose javno, osim u pitanjima privatnosti optuženih. Suci se imenuju na razdoblje od osam godina.
Državno sudbeno vijeće u skladu s ustavom i zakonom imenuje, razrješuje i odlučuje o stegovnoj odgovornosti sudaca. Ima jedanaest članova iz redova istaknutih sudaca, odvjetnika i sveučilišnih profesora pravnih znanosti, s tim da većina članova Državnog sudbenog vijeća mora biti iz redova sudaca. Predsjednici sudova ne mogu biti birani za njegove članove.
Državno odvjetništvo Republike Hrvatske je samostalno i neovisno pravosudno tijelo ovlašteno i dužno postupati protiv počinitelja kaznenih i drugih kažnjivih dijela, poduzimati pravne radnje radi zaštite imovine Republike Hrvatske, te podnositi pravna sredstva za zaštitu Ustava i zakona. To tijelo, dakle, nije sudbena vlast i pred sudovima ima status stranke. Na čelu državnog odvjetništva nalazi se Glavni državni odvjetnik

### Ustavni sud
Ustavni sud Republike Hrvatske odlučuje o ustavnosti zakona i ima pravo opozvati zakone koje smatra neustavnima. Može optužiti i predsjednika države. Sastoji se od 13 sudaca, koji biraju svog predsjednika na razdoblje od 4 godine. Ustavni sud je tzv. četvrta poluga vlasti budući se njegovo postojanje i rad vodi isključivo ispod Ustava i Ustavnoga zakona o Ustavnome sudu Republike Hrvatske.

## Lokalna i područna (regionalna) samouprava
Prema članku 132. Ustava Republike Hrvatske, građanima se jamči pravo na lokalnu i područnu (regionalnu) samoupravu. To pravo građani ostvaruju preko lokalnih, odnosno područnih (regionalnih) predstavničkih tijela koja su sastavljena od članova izabranih na slobodnim i tajnim izborima na temelju neposrednog, jednakog i općega biračkog prava.
Jedinice lokalne samouprave su općine i gradovi, a jedinice područne (regionalne) samouprave su županije. Njihovo područje određuje se na način propisan zakonom. Glavni grad Zagreb ima položaj županije.
Općina, grad i županija su pravne osobe koje imaju svoj statut te grb i zastavu. Statutom se uređuje njihov samoupravni djelokrug, obilježja, javna priznanja, ustrojstvo, ovlasti i način rada tijela, način obavljanja poslova, oblici konzultiranja građana, provođenje referenduma u pitanjima iz djelokruga, mjesna samouprava, ustrojstvo i rad javnih službi, oblici suradnje jedinica lokalne, odnosno područne (regionalne) samouprave te druga pitanja od važnosti za ostvarivanje prava i obveza.

### Županije
Županija je jedinica područne (regionalne) samouprave čije područje predstavlja prirodnu, povijesnu, prometnu, gospodarsku, društvenu i samoupravnu cjelinu, a ustrojava se radi obavljanja poslova od područnoga (regionalnog) interesa.
Hrvatska je podijeljena na 20 županija i jedan grad, Zagreb. Ovo su županije i njihova sjedišta:
1. Zagrebačka, Zagreb
2. Krapinsko-zagorska, Krapina
3. Sisačko-moslavačka, Sisak
4. Karlovačka, Karlovac
5. Varaždinska, Varaždin
6. Koprivničko-križevačka, Koprivnica
7. Bjelovarsko-bilogorska, Bjelovar
8. Primorsko-goranska, Rijeka
9. Ličko-senjska, Gospić;
10. Virovitičko-podravska, Virovitica
11. Požeško-slavonska, Požega
12. Brodsko-posavska, Slavonski Brod
13. Zadarska, Zadar
14. Osječko-baranjska, Osijek
15. Šibensko-kninska, Šibenik
16. Vukovarsko-srijemska, Vukovar
17. Splitsko-dalmatinska, Split
18. Istarska, Pazin
19. Dubrovačko-neretvanska, Dubrovnik
20. Međimurska, Čakovec
21. Grad Zagreb

Tijela županije su: 
- županijska skupština - predstavničko tijelo koje donosi akte u okviru djelokruga područne (regionalne) samouprave te obavljaju druge poslove u skladu sa zakonom i statutom područne (regionalne) samouprave
- župan - izvršno tijelo

### Gradovi i općine
Općina je jedinica lokalne samouprave koja se osniva, u pravilu, za područje više naseljenih mjesta koja predstavljaju prirodnu, gospodarsku i društvenu cjelinu, te koja su povezana zajedničkim interesima stanovništva.
U Hrvatskoj postoje 429 općina. Tijela općina su općinska skupština i općinski načelnik.
Grad je jedinica lokalne samouprave u kojoj je sjedište županije te svako mjesto koje ima više od 10.000 stanovnika, a predstavlja urbanu, povijesnu, prirodnu, gospodarsku i društvenu cjelinu. Iznimno, gradom se može utvrditi i mjesto koje ne zadovoljava prethodne uvjete, gdje za to postoje posebni razlozi (povijesni, gospodarski, geoprometni).
U Hrvatskoj postoji 127 gradova. Tijela gradova su gradsko vijeće i gradonačelnik. Interese gradova u Republici Hrvatskoj zastupa Udruga gradova u RH.
Vidi još: Dodatak:Popis gradova i općina u RH po županijama

## Izborni sustav
Hrvatski Ustav osigurava svakom državljaninu Republike Hrvatske koji je navršio 18 godina života opće i jednako biračko pravo. Pasivno biračko pravo stječe se također s 18 godina života. Biračko se pravo ostvaruje na neposrednim izborima tajnim glasovanjem.
Građani Republike Hrvatske na nacionalnoj, odnosno državnoj razini biraju svoje predstavnike tj. zastupnike u Hrvatski sabor (najmanje 100, a najviše 160), u pravilu svake 4 godine, koliko traje mandat zastupnicima u Hrvatskom saboru. Svakih pet godina provode se izbori za predsjednika Republike.
Na lokalnoj razini, građani biraju članove u predstavničkim tijelima jedinica lokalne i područne (regionalne) samouprave, odnosno članove općinskih i gradskih vijeća te županijskih skupština.

## Političke stranke
Komunistička partija Hrvatske (kasnije preimenovana u Savez komunista Hrvatske) bila je jedina stranka tijekom socijalističke Jugoslavije. Nakon prvih višestranačkih izbora (1990.), desničarska Hrvatska demokratska zajednica (HDZ) došla je na vlast i držala je do 2000. godine.
Na izborima 2000. godine, Socijaldemokratska partija Hrvatske (SDP) i Hrvatska socijalno-liberalna stranka (HSLS) bile su glavni partneri u koaliciji u kojoj su bile i Hrvatska seljačka stranka (HSS), Hrvatska narodna stranka (HNS), Liberalna stranka (LS) i Istarski demokratski sabor (IDS). Ta koalicija lijevog centra pobijedila je na izborima i vladala do lipnja 2001., kad je IDS istupio iz koalicije jer nije dobio veću istarsku autonomiju.
HSLS se raspao 2002. godine (po drugi put, a prvi put je tako nastao LS); glavnina stranke je izašla iz vlade, dok je ostatak osnovao stranku LIBRA i ostao na vlasti.
Koalicija pod vodstvom SDP-a ostala je na vlasti do izbora 2003. kad je izgubila od HDZ-a i drugih stranaka desnog centra.
HDZ je stvorio vladu u prosincu 2003. iako nije ušao u koaliciju sa strankama kao što su HSS i HSP.

## Vanjske poveznice
- Hrvatski sabor
- Predsjednik Republike
- Vlada Republike Hrvatske
- Vrhovni sud Republike Hrvatske
- Ustavni sud Republike Hrvatske
- Udruga gradova u RH
- T-Portal Hrvatska nema odnose sa 20 država svijeta, 6. rujna 2008.  Arhivirana inačica izvorne stranice od 15. kolovoza 2014. (Wayback Machine)